# Percy Schmeiser

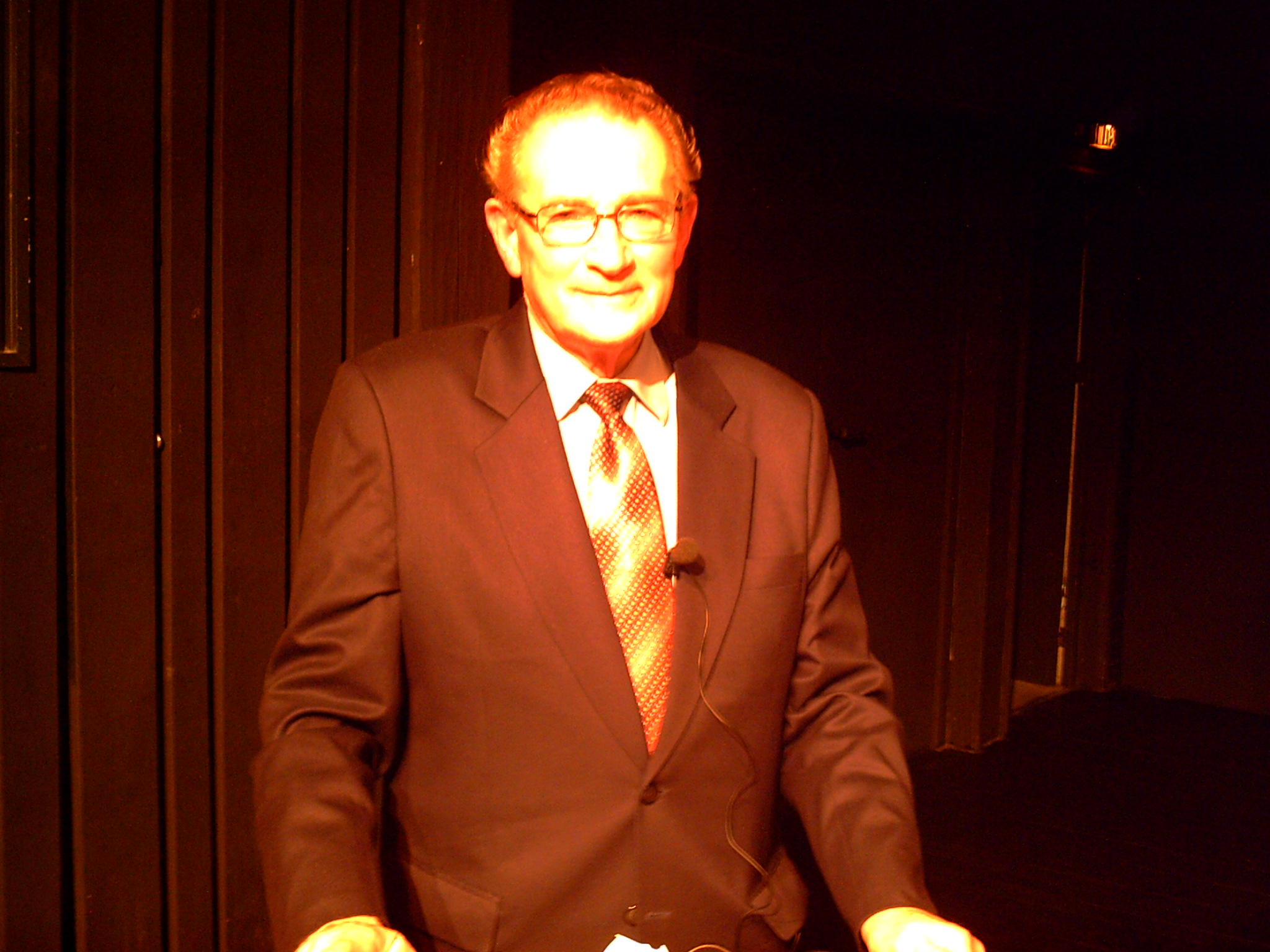
Percy Schmeiser w 2008 roku

Percy Schmeiser (ur. 5 stycznia 1931, zm. 13 października 2020) – kanadyjski rolnik i producent nasion z Bruno w prowincji Saskatchewan. Na jego polach wyrósł rzepak modyfikowany genetycznie i chroniony prawem patentowym koncernu biochemicznego Monsanto. W związku z tym, że Schmeiser nigdy go nie zakupił, został oskarżony przez Monsanto o naruszenie prawa patentowego. Za swój opór przeciwko Monsanto i prowadzoną od 1998 walkę przeciwko modyfikacjom genetycznym w rolnictwie w 2007 został wraz ze swoją żoną Louise odznaczony Alternatywną Nagrodą Nobla.

## Życiorys
Dziadkowie Schmeisera wyemigrowali z Rosenheim w Bawarii do Kanady i osiedlili się tam na farmie. Schmeiserowie zajmują się od 60 lat rolnictwem na dziedziczonym od swoich przodków 600-hektarowym gospodarstwie, od około 40 lat specjalizują się w hodowli i uprawie rzepaku. Wyhodowali odmiany rzepaku, które są przystosowane do lokalnych warunków. Pobrali się w październiku 1952 i mają pięcioro dzieci i 15 wnuków. Percy był przez wiele lat burmistrzem (1966–1983), a w latach 1967–1971 posłem do parlamentu prowincji.
W 1997 Schmeiser znalazł na swoich polach modyfikowane genetycznie rośliny rzepaku „Roundup-Ready” koncernu agrochemicznego Monsanto. Według jego przypuszczeń nasiona mogły być przeniesione z wiatrem z pól sąsiednich rolników albo też wypaść z przejeżdżającej ciężarówki. W następnym roku wysiał nasiona zebrane ze swoich pól na powierzchni około 400 ha, po czym został oskarżony przez koncern o naruszenie prawa patentowego. Spór prawny trwał wiele lat. Wydany w 2004 wyrok nie nałożył na rolnika opłat licencyjnych ani kar, gdyż nie osiągnął on korzyści z uprawy odmiany rzepaku o szczególnych właściwościach odporności na herbicyd Roundup. Stwierdzono jednak, że zasadniczo nie miał on prawa do uprawy opatentowanej odmiany, gdyż pojawiła się na jego polu przypadkowo.

## Zaangażowanie społeczne
W czasie sporu prawnego Schmeiser stał się symbolem i rzecznikiem walki niezależnych rolników o swoje prawa i zwolennikiem surowych regulacji i obowiązków dotyczących odpowiedzialności za uprawę roślin modyfikowanych genetycznie. Percy był zapraszany na liczne wykłady, w których ostrzegał przed stosowaniem GMO w rolnictwie. Często towarzyszyła mu żona Louise.
W październiku 2000 Schmeiser za swoje zaangażowanie otrzymał Nagrodę im. Mahatmy Gandhiego, w 2007 Percy i Louise Schmeiser otrzymali Alternatywną Nagrodę Nobla „za odwagę w obronie bioróżnorodności i praw rolników oraz przeciwstawienie się środowiskowym i moralnym wypaczeniom w aktualnej interpretacji prawa patentowego”, jak napisano w uzasadnieniu jury.
23 stycznia 2008 rozpoczął się nowy proces, w którym tym razem Schmeiser oskarżył firmę Monsanto. Jednak nie doszło do wydania wyroku, gdyż na godzinę przed wyznaczoną na 19 marca 2008 rozprawą Monsanto w drodze ugody pozasądowej uznało wszystkie żądania Percy Schmeisera i przejęło odpowiedzialność za zanieczyszczenie pól. Przy tym przyznano Percy Schmeiserowi odstępstwo od dotychczas obowiązującej klauzuli poufności na temat publicznego informowania o tym procesie.
29 czerwca 2009 w Berlinie odbył się premierowy pokaz filmu dokumentalnego o Schmeiserze David gegen Monsanto („Dawid przeciw Monsanto”).